# Pavel Vítek
Pavel Vítek (n. Olomouc, 30 de septiembre de 1962) es un cantante y actor checo.
Ha actuado en los musicales Los miserables (como Marius), Miss Saigón (como John), Grease (como el ángel de la guarda) y en la obra de teatro Romeo y Julieta (como Mercutio).
También es una estrella del pop en la República Checa. Ha lanzado ocho álbumes y obtenido cinco top ten y dos números uno.
Vítek es la primera celebridad de la República Checa que ha declarado públicamente su homosexualidad a un periódico (octubre de 2000). El 3 de julio de 2006, se casó con su novio Janis Sidovský en una ceremonia civil en el Castillo de Karlštejn, próximo a Praga, después de una relación de casi diecinueve años.